# Paterdecolyus carli
Paterdecolyus carli är en insektsart som först beskrevs av Griffini 1911.  Paterdecolyus carli ingår i släktet Paterdecolyus och familjen Anostostomatidae. Inga underarter finns listade i Catalogue of Life.